# خاطره ۲
آلبوم خاطره ۲ یک آلبوم استودیویی مشترک با صدای هایده، حمیرا و مهستی است که در سال ۱۹۸۳ میلادی (۱۳۶۲ شمسی) توسط شرکت ترانه روی نوار کاست به شماره ۱۲۲ در آمریکا منتشر شده‌است. آهنگسازی و تنظیم تمامی آهنگ‌ها از صادق نوجوکی و ترانه‌سرای تمامی ترانه‌های آلبوم از ایرج رزمجو می‌باشد. بر روی تصویر اصلی روی جلد، علاوه بر تصاویر هایده، حمیرا و مهستی، این متن درج شده‌است: «خاطره ۲ - اجرای آثاری از صادق نوجوکی بر مبنای ترانه‌های دکتر ایرج رزمجو»

## لیست ترانه‌ها
در آلبوم «خاطره ۲» ۶ ترانه بر روی اول و روی دوم نوار کاست ضبط شده‌است. مشخصات ترانه‌ها بر اساس توضیحات روی جلد نوار، به شرح جدول زیر است.
| روی نوار | شماره | نام ترانه    | خواننده | ترانه‌سرا   | آهنگساز     | تنظیم کننده | مدت (دقیقه) |
| -------- | ----- | ------------ | ------- | ---------- | ----------- | ----------- | ----------- |
| روی اول  | ۱     | راوی         | هایده   | ایرج رزمجو | صادق نوجوکی | صادق نوجوکی | ۵:۱۵        |
| روی اول  | ۲     | طعنه         | مهستی   | ایرج رزمجو | صادق نوجوکی | صادق نوجوکی | ۵:۱۱        |
| روی اول  | ۳     | امید         | حمیرا   | ایرج رزمجو | صادق نوجوکی | صادق نوجوکی | ۴:۳۰        |
| روی دوم  | ۱     | دل دیوونه    | حمیرا   | ایرج رزمجو | صادق نوجوکی | صادق نوجوکی | ۵:۱۹        |
| روی دوم  | ۲     | لجبازی زمونه | هایده   | ایرج رزمجو | صادق نوجوکی | صادق نوجوکی | ۴:۴۰        |
| روی دوم  | ۳     | مونس         | مهستی   | ایرج رزمجو | صادق نوجوکی | صادق نوجوکی | ۳:۴۱        |

## شروع ترانه‌های آلبوم یا بخش مشهورتر آن
- راوی: آورده خبر راوی، کو ساغر و کو ساقی
- طعنه: این جور به من نگاه نگن، آتیش به هستی ام نزن
- امید: به دلم امید دادم، غزل و ترانه خواندم
- دل دیوونه: دل دیوونهٔ من هنوز در اشتباهه
- لجبازی زمونه: با اینکه تموم نمی‌شه، لجبازیات زمونه
- مونس: من اونو همیشه، مثل یه جون می‌خواستم

## توضیحات جانبی ترانه‌های آلبوم
راوی (هایده)
- ترانه راوی در برنامه نوروزی سیزده‌بدر سال ۱۳۶۲ خورشیدی هم اجرا شده‌است. (۱۳ فروردین ۱۳۶۲ خورشیدی برابر با ۲ اپریل ۱۹۸۳ میلادی). این برنامه توسط تلویزیون جام جم در منزل شخصی مهستی ضبط شده‌است[۵].
- در ترانه راوی صدای ساز دایره شنیده می‌شود که توسط خود هایده نواخته شده‌است. (نقل شده از صفحه رسمی صادق نوجوکی)[۵]
- ترانه "راوی" منتخب مردمی شماره ۱۱ در برنامه "بهترین‌های هایده" تولید شبکه من و تو می‌باشد، که وارطان آوانسیان در آن اشاره به صادق نوجوکی سازنده آهنگ دارد[۵].

## دیگر مشخصات آلبوم
- نوازندگان:
  - گیتار: آرمیک
  - درامز: رابرت نقلی
  - پرکاشنز [سازهای کوبه‌ای]: مجید قربانیان
- مهندس ضبط: روی براورمن (Roy Braverman)
- استودیوی ضبط: وِست وُرلد ریکوردز (Westworld Recorders)
- طراحی جلد آلبوم/ عکس: کوروش انگالی
- تهیه‌کنندگان: جهانگیر طبریائی، وارطان آوانسیان
- ناشر: شرکت ترانه (Taraneh Enterprises Inc. 1983, USA © ℗)

## دیگر منابع
- توضیحات روی جلد نوار کاست «خاطره ۲» از شرکت ترانه